# 달자의 봄 (텔레비전 프로그램)
《달자의 봄》은 대한민국의 채널A의 프로그램이다. 수년간 한 분야에 종사하며 부단한 노력과 열정으로 ‘달인’이 된 여성 고수들의 휴먼 스토리이며, ‘달인’이 되기 위해 고군분투하는 모습, 성공 스토리는 물론 ‘달인’, ‘아내’, ‘엄마’이기 이전에 한 여자가 되고 싶었던 그녀들 본연의 모습을 재조명한 프로그램이다.

## 방송 시간
- 2013년 3월 27일 ~ 2013년 4월 3일 : 매주 수요일 오후 7시 10분